# Pygmephoroidea
Pygmephoroidea (лат.) — надсемейство акариформных клещей из инфраотряда Eleutherengona. Около 1500 видов.

## Описание
Микроскопического размера клещи (длина тела от 0,1 до 0,5 мм), тело округлое, овальное или вытянутое. Продорзум самок не покрыт сзади тергитом С и обычно с 3 парами щетинок (развиты v1 и обычно v2). На коксистернальных щитках I—II в сумме 4-6 пар щетинок. Бедро I обычно с 4 щетинками. Свободноживущие, почвенные, форетические (на жуках, пчёлах, шмелях, муравьях, двукрылых насекомых, мелких млекопитающих), грибоядные; в гнёздах общественных насекомых, мирмекофильные виды.
Например, в Западной Сибири у жёлтого пахучего муравья (Lasius umbratus) обнаружены мирмекофильные Petalomium brevicaudus Khaustov, 2016, P. kurganiensis Khaustov, 2016 (Neopygmephoridae), Caesarodispus brevipes Mahunka, 1981 (Microdispidae).

## Систематика
4 семейства, более 80 родов, около 1500 видов. Надсемейство было впервые выделено в 1965 году американским акарологом Эрлом Кроссом (Cross Earle A., 1965). Семейство Neopygmephoridae было образовано в новом статусе в 2004 году (ранее в составе Pygmephoridae).
- Microdispidae Cross, 1965 — 17 родов, 109 видов[9]
  - Caesarodispus — Dolichodispus — Neomicrodispus — Paramicrodispus — Premicrodispus — ?Brennandania — …
  - Sidorchukdispus ekaterinae[10]
- Neopygmephoridae Cross, 1965 — 17 родов, 248 видов[11]
  - Aegiptophorus — Bakerdania — Kerdabania[12] — Petalomium — Pseudokerdabania[11] — Pseudopygmephorus — Troxodania[13] — …
- Pygmephoridae Cross, 1965 — 27 родов, 310 видов
  - Acinogaster — Brasilopsis — Elattoma — Guttacarus — Insensilla — Luciaphorus — Mahunkania — Mesopotamiophorus — Nipponophorus — Parapygmephorus — Pediculaster (около 100 видов)[14] — Pseudopygmephorellus — Pseudopygmephorus[13] — Pygmephoroides — Pygmephorus — Rhynopygmephorus — Sasadania — Spatulaphorus — Strephocheir — Symbolocrasis — Thaumatopelvis — Zambedania — …
- Scutacaridae Oudemans, 1916 — 24 родов, 802 вида[15][16][17]
  - Heterodispus — Imparipes — Scutacarus — …